# 헬머니
《헬머니》는 2015년에 개봉한 대한민국의 코미디 영화로, 욕 오디션 프로그램에 전과 3범의 헬머니가 출전하면서부터 벌어지는 좌충우돌한 일들을 그린 코미디 영화다. 김수미, 정만식, 김정태가 출연했고 신한솔 감독이 연출했다.

## 캐스팅
- 김수미 : 김영옥 (헬머니) 역
- 정만식 : 승현 역
- 김정태 : 주현 역
- 이태란 : 미희 역
- 정애연 : 소영 역
- 이영은 : 양PD 역
- 이아인 : 원휘 역
- 박준금 : 승현 장모 역
- 최규환 : 조연출 역
- 김종구 : 이 사장 역
- 조영진 : 박 장관 역
- 박충선 : 본부장 역
- 장원영 : 강 실장 역
- 유순웅 : 부동산업자 역
- 김정팔 : 마초남편 역
- 유연미 : 버스여고생 역
- 금동현 : 무당할매아들 역
- 이정은 : 무당할매며느리 역
- 김선홍 : 일진선홍 역
- 이규섭 : 깍두기 1 역
- 김충길 : 버스대학생 역
- 이승준 : 형사 역
- 이새로미 : 여수감자 2 역
- 이두섭 : 담당의사 역
- 홍성덕 : 빚쟁이 1 역
- 박은영 : 빚쟁이 2 역
- 정수인 : 정부청사여직원 역
- 유병선 : 지하철승무원 역
- 곽자형 : 몸욕쟁이 역
- 박혁민 : 반달곰 역
- 송동환 : 조연출 3 역
- 김찬이  : 어시장상인 역
- 김영옥 : 무당할매 역 (특별출연)
- 정혜선 : 한복집장회장 역 (특별출연)
- 권병길 : 해설자 역 (특별출연)
- 김홍파 : 지하철중년남 역 (특별출연)
- 슬리피 : 디스전문 래퍼 역 (특별출연)
- 김민경 : 한복집여주인 역 (특별출연)
- 박혜진 : 이 사장 어머니 역 (특별출연)
- 김경애 : 함경도욕할매 역 (특별출연)
- 샘 해밍턴 : 영어강사 역 (특별출연)
- 샘 오취리 : 외국인 노동자 역 (특별출연)
- 김원해 : 사회자 역 (특별출연)
- 정이랑 : 전화 상담원 역 (특별출연)
- 길해연 : 가정부 역  (우정출연)
- 박정숙 : 방송국여경비 역 (우정출연)
- 지대한 : 자칼형사  역 (우정출연)
- 홍승진 : 흥신소장 역  (우정출연)
- 지유 : 지하철젊은여자 역 (우정출연)